# Limnophora melanesiensis
Limnophora melanesiensis är en tvåvingeart som beskrevs av Shinonaga 2005. Limnophora melanesiensis ingår i släktet Limnophora och familjen husflugor. Inga underarter finns listade i Catalogue of Life.